# زندانی (ترانه مایلی سایرس)
«زندانی» (انگلیسی: Prisoner) ترانه‌ای از خواننده آمریکایی مایلی سایرس به همراه خواننده انگلستانی دوآ لیپا است. این ترانه در ۱۹ نوامبر ۲۰۲۰ از طریق آرسی‌ای رکوردز به عنوان دومین تک‌آهنگ از هفتمین آلبوم استودیویی سایرس، قلب‌های پلاستیکی (۲۰۲۰) منتشر شد.

## زمینه و پخش
به دنبال انتشار تک‌آهنگ «حالا شروع نکن» در نوامبر ۲۰۱۹، لیپا تأیید کرد که او و سایرس قصد دارند که با هم همکاری داشته باشند. در ماه مه سال بعد، لیپا اظهار داشت که او و سایرس تصمیم گرفته‌اند همکاری خود را کنار بگذارند و چیز دیگری را ضبط کنند. در ۱۴ سپتامبر ۲۰۲۰، سایرس همکاری خود با لیپا را تأیید کرد و گفت که این در هفتمین آلبوم استودیویی او، قلب‌های پلاستیکی حضور دارد. در طول یک مصاحبه با ایستگاه رادیویی اسپانیایی Cadena 100 در ۱۳ اکتبر ۲۰۲۰، سایرس اظهار داشت که به دلیل طرفداران او و لیپا «التماس» می‌کنند برای اینکه همکاری آنها منتشر شود، آنها «[می‌توانند] خیلی زود منتظر چیزی باشند». در ۱۳ نوامبر ۲۰۲۰، سایرس همراه با فاش کردن فهرست قطعه‌های قلب‌های پلاستیکی، اعلام کرد عنوان ترانه «زندانی» خواهد بود. پس از آن سایرس در یک سری توئیت‌ها شروع به تحریک تک‌آهنگ کرد که در آن انتشار ترانه را تأیید می‌کند و فیلم‌هایی از واکنش طرفدارانش به موزیک ویدئوی آن را منتشر کرد. سایرس و لیپا انتشار این ترانه را در ۱۸ نوامبر ۲۰۲۰ اعلام کردند. ترانه در ۱۹ نوامبر منتشر شد.

## موسیقی و اشعار

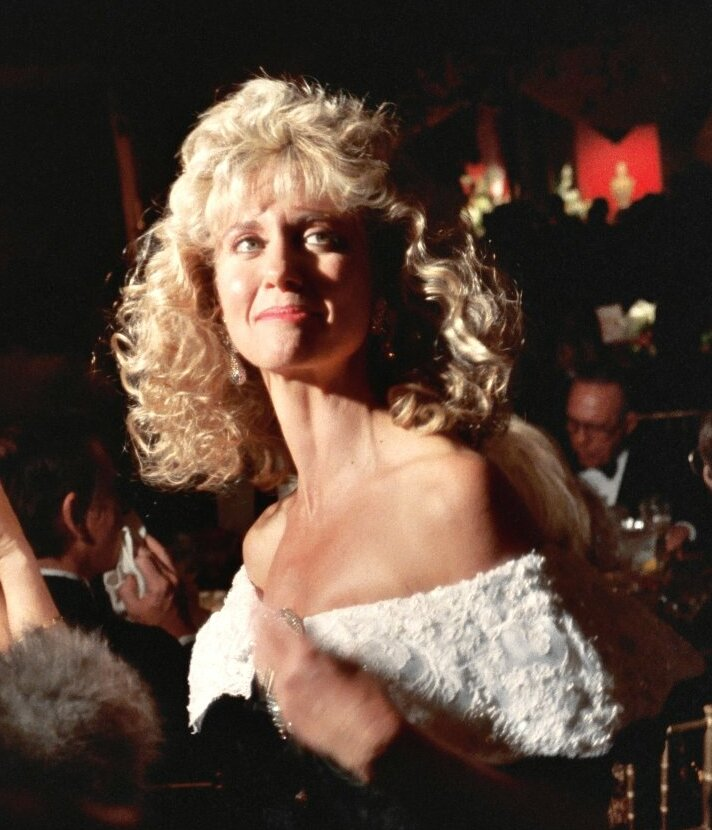
مایلی سایرس

سایرس ترانه را یک ترکیب عالی از سبک‌های خودش و لیپا توصیف کرد. این یک قطعه دنس-پانک، دنس-راک و گلم راک است با طول دو دقیقه و چهل و نه ثانیه. آواز این اثر از ملودی ترانه کلاسیک «فیزیکی» در سال ۱۹۸۰ از الیویا نیوتن جان نمونه‌برداری می‌شود. ترانه با استفاده از زمان ۴:۴ در کلید می بمل مینور ساخته شده‌است، با سرعت نسبتاً سریع تندا ۱۲۶–۱۳۲ ضربه در دقیقه.
در ورس: «سعی می‌کنم با چراغ‌های شهر عوضش کنم» یک کنایه از ترانه «برو کنار» از سایرس است در سال ۲۰۱۹ که در مورد جدایی با همسر سابق خود لیام همسورث خوانده شده، جایی که او می‌خواند: «پس میشه بری کنار؟ /برگرد به اقیانوس، من برمیگردم به سمت چراغ‌های شهر».کنایه دیگر از ترانه قدیمی سایرس را می‌توان در پیش آوازی که او می‌خواند مشاهده کرد: «تو این کار را سخت‌تر می‌کنی که بمونی»، که در تضاد با متن ترانه «بمان» از او در سال ۲۰۱۰ است، جایی که می‌خواند «و اگه تو ازم بخواهی بمانم، من می‌مانم».

## پذیرش انتقادی
علی شاتلر از ان‌ام‌ئی به این ترانه پنج از پنج ستاره داد، و آن را «یک سود دیسکو-پانک مانند یک بمب گیلاسی که به صدا در می‌آید» دانست.

## موزیک ویدئو
موزیک ویدئو برای «زندانی» بیش از دو روز در ۳۰ سپتامبر–۱ اکتبر ۲۰۲۰ در بروکلین فیلمبرداری شد. موزیک ویدئو به‌صورت مشترک توسط سایرس و آلانا اوهرلیهی کارگردانی شده‌است.

## تاریخچه انتشار
| منطقه        | تاریخ          | فرمت                     | ناشر   | منا.   |
| ------------ | -------------- | ------------------------ | ------ | ------ |
| جهانی        | ۱۹ نوامبر ۲۰۲۰ | دانلود موسیقی رسانه جاری | آرسی‌ای | [ ۱۸ ] |
| استرالیا     | ۲۰ نوامبر ۲۰۲۰ | رادیو هیت معاصر          | سونی   | [ ۱۹ ] |
| بریتانیا     | ۲۱ نوامبر ۲۰۲۰ | بزرگسال معاصر            | آرسی‌ای | [ ۲۰ ] |
| ایالات متحده | ۲۴ نوامبر ۲۰۲۰ | رادیو هیت معاصر          | آرسی‌ای | [ ۲۱ ] |